# Pwyll (Krater)
Koordinaten: 25° 12′ 0″ N, 88° 36′ 0″ W
Der Einschlagkrater Pwyll wurde nach Pwyll aus der Walisischen Mythologie benannt und gehört zu den jüngsten Erscheinungen der Oberfläche des Jupitermondes Europa.
Pwylls auffällig dunklere Mitte hat einen Durchmesser von circa 26 km mit einem Gipfel, der circa 600 m hoch ist. Leuchtende Linien aus Schutt strahlen von der Mitte nach außen hunderte Kilometer weit aus. Der weiße Schutt oder Auswurf liegt auf der Oberfläche. Das zeigt, dass der Krater jünger als seine Umgebung ist. Aufgrund der hell-weißen Farbe wird vermutet, dass der Schutt mit Eispartikeln durchsetzt ist.